# Let LaMia Airlines 2933
Let LaMia Airlines 2933 byl charterový let bolivijských aerolinií LaMia, který havaroval v Kolumbii krátce po 22:00 zdejšího času 28. listopadu 2016, přičemž zemřelo 71 z 77 lidí na palubě.
Letadlo transportovalo brazilský fotbalový tým Chapecoense, zahrnující 22 hráčů, 23 trenérů a dalších členů klubu, 2 hosty, 21 novinářů a 9 členů posádky. Let se konal z Mezinárodního letiště Viru Viru v bolivijském Santa Cruz de la Sierra do Mezinárodního letiště José María Córdova poblíž měst Rionegra a Medellínu, kde se mělo odehrát finále fotbalové soutěže Copa Sudamericana 2016 proti kolumbijskému týmu Atlético Nacional. Přežili 2 členové posádky, 3 z hráčů a jeden novinář.
Jako důvod nehody se uvádí nedostatek leteckého paliva, který pilot také ohlásil. Vzdálenost mezi letišti 1 605 námořních mil (2 972 km) mírně přesahuje dolet Avro RJ85 (BAe 146), který je 1 600 námořních mil (2 963 km).

## Nehoda
Posádka letounu vydala mezi obcemi La Cejo a La Unión nouzový signál kvůli poruše elektrického systému. Letoun dostal přednostní právo na přistání v cílovém letišti v Medellíně za asistence hasičů a zdravotníků. Poblíž hory El Gordo v 2:55 UTC letadlo zmizelo z radarů (poslední ohlášená nadmořská výška byla 4 572 metrů přibližně 30 kilometrů od cílového letiště v nadmořské výšce 2 133 metrů), letoun se zřítil poblíž obce La Unión u města Medellín, kde měl také přistát.

### Záchranná akce
Záchranáři a Kolumbijské vzdušné síly se na místo nehody kvůli silnému dešti a mlze dostali až 2 hodiny po incidentu. Na místě byly trosky v okolí 100 metrů od pádu. První přeživší Alan Ruschel se dostal do nemocnice až 4 hodiny po pádu (ve 2:00).

## Oběti

#### Zahynulí fotbalisté Chapecoense
- Ailton Canela, 22
- Dener Assunção Braz, 25
- Marcelo Augusto, 25
- Matheus Biteco, 21
- Mateus Caramelo, 22
- Guilherme Gimenez, 21
- Lucas Gomes da Silva, 26
- Everton Kempes, 34
- Arthur Maia, 24
- Ananias, 27
- Marcos Danilo Padilha, 31
- Filipe Machado, 32
- Sérgio Manoel Barbosa, 27
- José Gildeixon, 29
- Bruno Rangel, 34
- Cléber Santana, 35
- Josimar Rosado, 30
- Willian Thiego, 30
- Tiaguinho, 22

#### Zahynulí funkcionáři
- Caio Júnior, 51
- Gilberto Pace Thomaz, 29

## Vyšetřování

### Kolumbie
Kolumbijská státní agentura pověřená vyšetřováním nehod v letectví Unidad Administrativa Especial de Aeronáutica Civil si vyžádala spolupráci výrobce letadla BAE Systems a britské Air Accidents Investigation Branch coby vyšetřovacího orgánu státu výrobce. Na místo byl vyslán tříčlenný tým vyšetřovatelů AAIB. K nim se připojili bolivijští vyšetřovatelé z agentury Dirección General de Aeronáutica Civil.
Celkem se na vyšetřování podílí 23 specialistů, kromě kolumbijských, bolivijských a britských spolupracují na vyšetřování Brazílie a USA. Odpoledne 29. listopadu UAEAC oznámila nález černých skříněk, obě byly nalezeny nepoškozené.
Vyšetřovatelé se zabývají organizačními záležitostmi, supervizí, plánováním spotřeby paliva, rozhodnutími posádky a otázkami spojenými se záchrannými pracemi. Předpokládá se, že závěrečná zpráva bude zveřejněna v dubnu 2017.

### Bolívie
Bolivijské úřady v úterý 6. prosince zadržely Gustava Vargase, šéfa charterové letecké společnosti LaMia v souvislosti s pádem letounu, je podezřelý k porušení bezpečnostních předpisů. Bolívie také vyzvala Brazílii k vyhoštění letové dispečerky, která odjela do sousední země ve snaze získat zde azyl.

### Nezávislá zpráva
Hispanoamerická mediální agentura Univision na základě analýzy dat z webu Flightradar24 oznámila, že v osmi z 23 předchozích letů nedodržela LaMia předpisy Mezinárodní organizace pro civilní letectví. Ve zkoumaném období (od 22. srpna 2016) pochybila i při dvou letech z Medellínu do Santa Cruz: 29. října přepravovala Atlético Nacional k odvetnému semifinálovému zápasu Copa Sudamericana a 4. listopadu přelétala bez cestujících.